# Бедфорд (округ, Теннесси)
Округ Бедфорд (англ. Bedford County) располагается в штате Теннесси, США. Официально образован 7 декабря 1807 года. По состоянию на 2010 год, численность населения составляла 45 058 человек.

## География
По данным Бюро переписи США, общая площадь округа равняется 1230,251 км2, из которых 1227,661 км2 — суша, и 1,200 км2, или 0,250 %, — это водоёмы.

## Население
По данным переписи населения 2000 года в округе проживает 37 586 жителей в составе 13 905 домашних хозяйств и 10 345 семей Плотность населения составляет 31,00 человек на км2. На территории округа насчитывается 14 990 жилых строений, при плотности застройки около 12,00-ти строений на км2. Расовый состав населения: белые — 86,84 %, афроамериканцы — 11,48 %, коренные американцы (индейцы) — 0,28 %, азиаты — 0,45 %, гавайцы — 0,05 %, представители других рас — 2,73 %, представители двух или более рас — 1,16 %. Испаноязычные составляли 7,48 % населения независимо от расы.
В составе 34,00 % из общего числа домашних хозяйств проживают дети в возрасте до 18 лет, 57,30 % домашних хозяйств представляют собой супружеские пары, проживающие вместе, 11,90 % домашних хозяйств представляют собой одиноких женщин без супруга, 25,60 % домашних хозяйств не имеют отношения к семьям, 21,50 % домашних хозяйств состоят из одного человека, 9,20 % домашних хозяйств состоят из престарелых (65 лет и старше), проживающих в одиночестве. Средний размер домашнего хозяйства составляет 2,67 человека, и средний размер семьи 3,06 человека.
Возрастной состав округа: 25,80 % — моложе 18 лет, 9,90 % — от 18 до 24, 29,70 % — от 25 до 44, 22,00 % — от 45 до 64, и 22,00 % — от 65 и старше. Средний возраст жителя округа — 35 лет. На каждые 100 женщин приходится 98,40 мужчин. На каждые 100 женщин старше 18 лет приходится 97,00 мужчин.
Средний доход на домохозяйство в округе составлял 36 729 USD, на семью — 33 691 USD. Среднестатистический заработок мужчины был 25 485 USD против 15 673 USD для женщины. Доход на душу населения составлял 13 698 USD. Около 12,70 % семей и 25,10 % общего населения находились ниже черты бедности, в том числе — 15,90 % молодёжи (тех, кому ещё не исполнилось 18 лет) и 17,80 % тех, кому было уже больше 65 лет.